# Myzostoma gardineri
Myzostoma gardineri is een ringworm uit de familie Myzostomatidae.
Myzostoma gardineri werd in 1927 voor het eerst wetenschappelijk beschreven door Atkins.